# 1986 UH3
1986 UH3 är en asteroid i huvudbältet som upptäcktes den 28 oktober 1986 av den tjeckiske astronomen Zdeňka Vávrová vid Kleť-observatoriet.
Asteroiden har en diameter på ungefär 6 kilometer.